# ザック・コリンズ
ザック・コリンズ（Zach Collins, 1997年11月19日 - ）は、アメリカ合衆国ネバダ州ラスベガス出身のプロバスケットボール選手。NBAのシカゴ・ブルズに所属している。ポジションはセンターまたはパワーフォワード。

## 経歴

### ハイスクール・カレッジ
ネバダ州ラスベガスにあるビショップ・ゴーマン高校時代は州王者4連覇を達成。ゴンザガ大学ではベンチプレイヤーとしてチームを支え、39試合で平均10.0得点 5.9リバウンドの成績を残しNCAA準優勝に大きく貢献した。コリンズは新入生シーズンの終わりに、大学の資格の残りの3年間を放棄し、2017年のNBAドラフトに参加する意向を発表した。

### ポートランド・トレイルブレイザーズ
2017年のNBAドラフトにて1巡目全体10位でサクラメント・キングスから指名された後、ポートランド・トレイルブレイザーズが1巡目全体20位で指名したハリー・ジャイルズとのトレードが成立し、7月3日にトレイルブレイザーズとの契約に合意した。 
2019年11月5日にトレイルブレイザーズはコリンズが左関節唇の修復に成功した手術を受け、約4か月間入院すると発表した。
2020年12月30日にトレイルブレイザーズはコリンズが左内側踝の修復手術を受け、成功したことを発表した。疲労骨折の結果として、シーズン全体となった。
コリンズは再度骨折し、2021年6月29日、トレイルブレイザーズは左内側踝疲労骨折を修復するために2回目の修正手術を受けたと発表した

### サンアントニオ・スパーズ
2021年8月11日、サンアントニオ・スパーズと契約を結んだ。長期リハビリ期間を終え、オースティン・スパーズにアサインされ、2022年1月17日、Gリーグでリオグランデバレー・バイパーズ戦に19分出場し、8得点、1リバウンド、2アシストを記録した。
2023年2月10日のデトロイト・ピストンズ戦でキャリアハイとなる29得点を含む11リバウンド、3アシストを記録したが、チームはダブルオーバータイムの末に131-138で敗れた。
10月22日にスパーズと2年総額3,500万ドルの契約延長に合意した。2024年4月14日のシーズン最終戦となるデトロイト・ピストンズ戦で右肩を脱臼する怪我を負い、手術を受けることが発表された。

### シカゴ・ブルズ
2025年2月3日にスパーズ、シカゴ・ブルズ、サクラメント・キングスによる3チーム間のトレードで、ケビン・ハーター、トレ・ジョーンズ、ドラフト1巡目指名権と共にブルズへ移籍した。

## 個人成績

### NBA

#### レギュラーシーズン
| シーズン | チーム | GP  | GS | MPG  | FG%  | 3P%  | FT%  | RPG | APG | SPG | BPG | PPG  |
| -------- | ------ | --- | -- | ---- | ---- | ---- | ---- | --- | --- | --- | --- | ---- |
| 2017–18  | POR    | 66  | 1  | 15.8 | .398 | .310 | .643 | 3.3 | .8  | .3  | .5  | 4.4  |
| 2018–19  | POR    | 77  | 0  | 17.6 | .473 | .331 | .746 | 4.2 | .9  | .3  | .9  | 6.6  |
| 2019–20  | POR    | 11  | 11 | 26.4 | .471 | .368 | .750 | 6.3 | 1.5 | .5  | .5  | 7.0  |
| 2021–22  | SAS    | 28  | 4  | 17.9 | .490 | .341 | .800 | 5.5 | 2.2 | .5  | .8  | 7.8  |
| 2022–23  | SAS    | 63  | 26 | 22.9 | .518 | .374 | .761 | 6.4 | 2.9 | .6  | .8  | 11.6 |
| 2023–24  | SAS    | 69  | 29 | 22.1 | .484 | .320 | .753 | 5.4 | 2.8 | .5  | .8  | 11.2 |
| 2024–25  | SAS    | 36  | 4  | 11.8 | .462 | .304 | .886 | 2.8 | 1.4 | .4  | .4  | 4.6  |
| 2024–25  | CHI    | 28  | 8  | 19.7 | .541 | .300 | .884 | 6.7 | 2.1 | .5  | .5  | 8.6  |
| 通算     | 通算   | 378 | 83 | 18.9 | .482 | .331 | .767 | 4.8 | 1.8 | .4  | .7  | 8.0  |

#### プレーオフ
| シーズン | チーム | GP | GS | MPG  | FG%  | 3P%  | FT%  | RPG | APG | SPG | BPG | PPG |
| -------- | ------ | -- | -- | ---- | ---- | ---- | ---- | --- | --- | --- | --- | --- |
| 2018     | POR    | 4  | 0  | 17.5 | .367 | .214 | .750 | 3.0 | 1.5 | .8  | .5  | 7.0 |
| 2019     | POR    | 16 | 0  | 17.2 | .506 | .333 | .800 | 3.6 | .9  | .4  | 1.4 | 6.8 |
| 通算     | 通算   | 20 | 0  | 17.3 | .468 | .286 | .793 | 3.5 | 1.0 | .5  | 1.2 | 6.9 |

### カレッジ
| シーズン | チーム   | GP | GS | MPG  | FG%  | 3P%  | FT%  | RPG | APG | SPG | BPG | PPG  |
| -------- | -------- | -- | -- | ---- | ---- | ---- | ---- | --- | --- | --- | --- | ---- |
| 2016–17  | ゴンザガ | 39 | 0  | 17.3 | .652 | .476 | .743 | 5.9 | .4  | .5  | 1.8 | 10.0 |